# Dehua

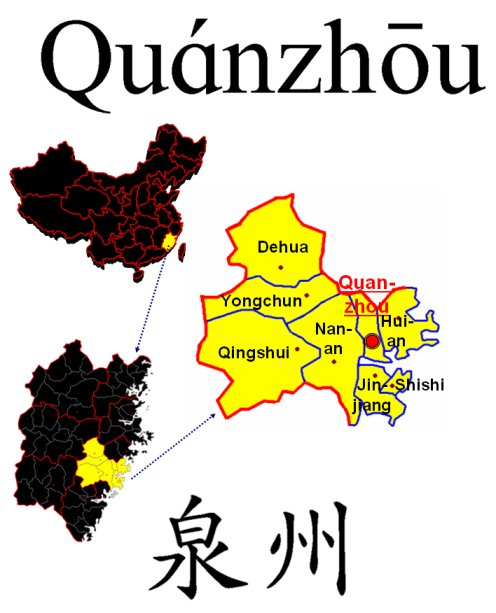
Kreisebene der Stadt Quanzhou

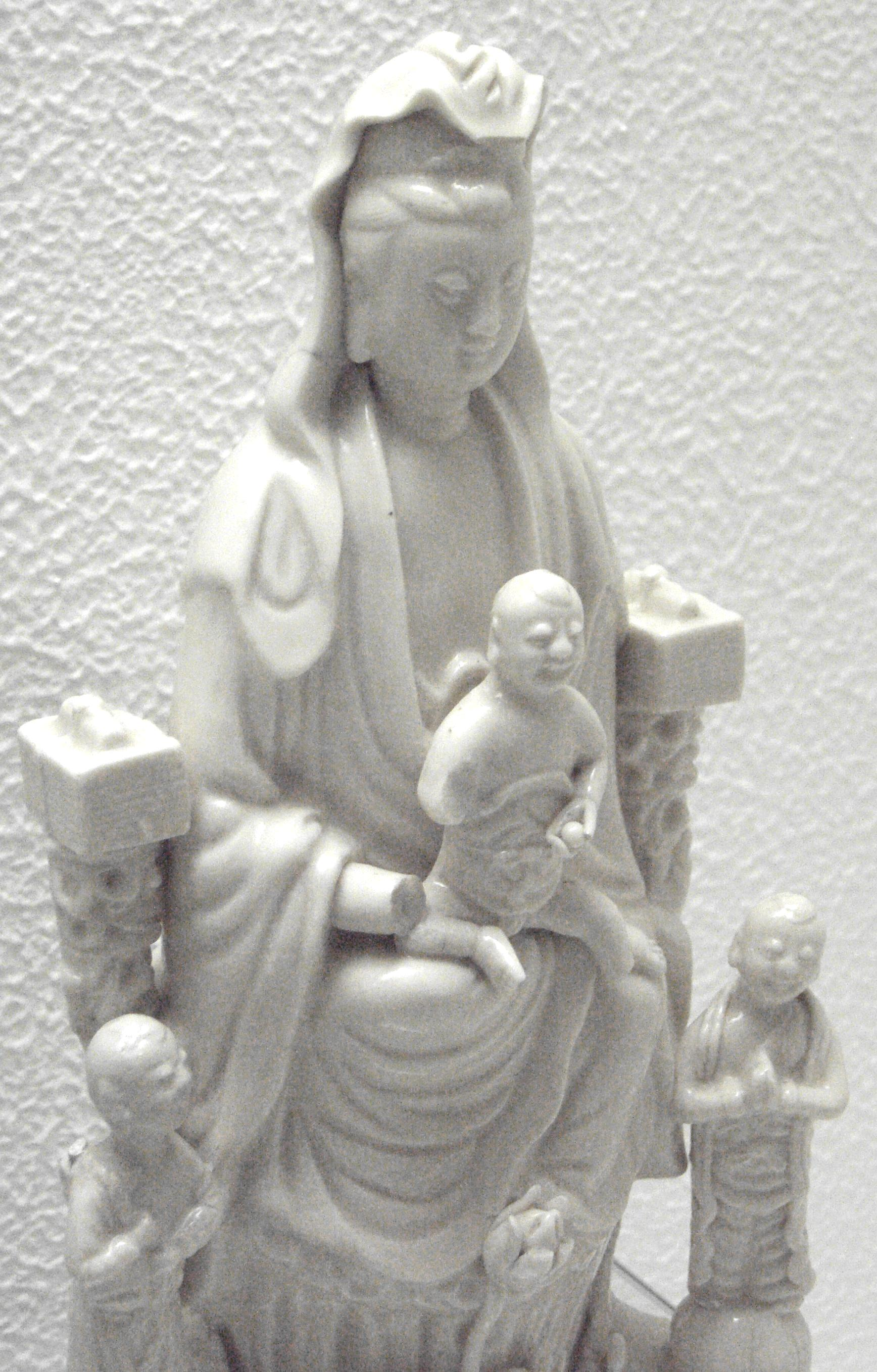
Porzellan-Guanyin aus Dehua

Dehua (chinesisch 德化县, Pinyin Déhuà Xiàn) ist ein chinesischer Kreis der bezirksfreien Stadt Quanzhou in der Provinz Fujian. Er hat eine Fläche von 2.204 km² und zählt 332.148 Einwohner (Stand: 2020). Sein Hauptort ist die Großgemeinde Xunzhong 浔中镇.
Die song- und yuan-zeitliche Porzellan-Brennofenstätte von Qudougong in Dehua (Qudougong Dehua yao yizhi 屈斗宫德化窑遗址) steht seit 1988 auf der Liste der Denkmäler der Volksrepublik China (3-229).

## Administrative Gliederung
Auf Gemeindeebene setzt sich der Kreis aus zehn Großgemeinden und acht Gemeinden zusammen. Diese sind:
- Großgemeinde Xunzhong 浔中镇
- Großgemeinde Longxun 龙浔镇
- Großgemeinde Sanban 三班镇
- Großgemeinde Longmentan 龙门滩镇
- Großgemeinde Leifeng 雷峰镇
- Großgemeinde Nancheng 南埕镇
- Großgemeinde Shuikou 水口镇
- Großgemeinde Chishui 赤水镇
- Großgemeinde Gekeng 葛坑镇
- Großgemeinde Shangyong 上涌镇

- Gemeinde Gaide 盖德乡
- Gemeinde Yangmei 杨梅乡
- Gemeinde Yangtou 汤头乡
- Gemeinde Guiyang 桂阳乡
- Gemeinde Guobao 国宝乡
- Gemeinde Meihu 美湖乡
- Gemeinde Daming 大铭乡
- Gemeinde Chunmei 春美乡